# Pycnarmon grisealis
Pycnarmon grisealis is een vlinder van de familie van de grasmotten (Crambidae). De wetenschappelijke naam van deze soort is voor het eerst voorgesteld als Entephria grisealis door George Hamilton Kenrick in een publicatie uit 1912.
De soort komt voor in Indonesië (West-Papoea).